# گرنتس پاس (اورگن)
گرنتس پاس (به انگلیسی: GrantsPass) شهری در شهرستان ژوسفین ایالت اورگن است و در سرشماری سال ۲۰۱۱ میلادی، ۳۴٬۵۳۳ نفر جمعیت داشته که نسبت به سال ۲۰۱۰، ۰٫۳۷ درصد رشد جمعیت داشته‌است.

## موقعیت جغرافیایی
موقعیت جغرافیایی شهرها و مناطق اطراف به شرح زیر است: